# Storfladan
Storfladan är en sjö i Åland (Finland). Den ligger i den västra delen av landskapet, 25 km nordväst om huvudstaden Mariehamn. Storfladan ligger 1 meter över havet. Den ligger på ön Eckerö. Arean är 4,5 hektar och strandlinjen är 1,21 kilometer lång. Sjön  ingår i Norra Ålands havs avrinningsområde. 